# آرگوت
آرگوت (به لاتین: Argut) یک رود در روسیه است که در جمهوری آلتای واقع شده‌است.